# 菲利普·約翰·馮·史托蘭伯

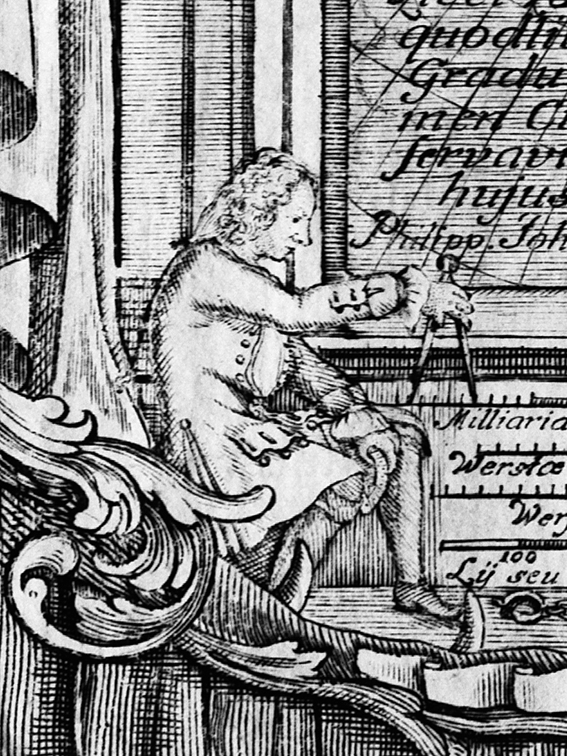
菲利普·約翰·馮·史托蘭伯

菲利普·約翰·馮·史托蘭伯（德語：Philip Johan von Strahlenberg，1676年—1747年，又译斯特拉伦贝格、斯特拉林贝尔格、斯特拉伦堡、斯特拉连贝尔格、斯特拉伦伯格、施特拉林堡等），本名菲利普·約翰·塔貝特（Philip Johan Tabbert），生於瑞典施特拉爾松德（Stralsund），為瑞典軍官與地理學家，對於俄羅斯的地圖製作有很大貢獻。

## 生平
史托蘭伯生於施特拉爾松德（當時這個城市屬於瑞典），是一個德意志人。1694年加入瑞典陸軍，1703年晉升為上尉軍官。1707年，受封貴族，取得馮·史托蘭伯（von Strahlenberg）的貴族名稱。
史托蘭伯曾參與大北方戰爭，在1709年的波爾塔瓦會戰中，遭俄羅斯帝國軍隊俘虜，被當成戰俘，送往西伯利亞的托博爾斯克。在1711年至1721年間，史托蘭伯在托博爾斯克生活，在此學習西伯利亞的地理學及人類學，同時學習當地部落的語言及風俗。
1730年，獲釋回到斯德哥爾摩後，史托蘭伯將他這段時間的所學，出版成書，名為《歐洲與亞洲的北方與東方部份》（瑞典語：Das Nord-und Ostliche Theil von Europa und Asia）。史托蘭伯與 Johan Anton von Matérn合作，畫出了完整的俄羅斯帝國地圖，當成這本書的一部份。
這本書出版後，很快被翻譯成英文、法文與西班牙文出版。